# Mariano Soriano Fuertes
Mariano Soriano Fuertes il cui vero nome era Mariano Soriano Piqueras (Murcia, 1817 – Madrid, 1880) è stato un musicologo e insegnante spagnolo.

## Biografia
Il suo nome è ricordato in quanto è stato un pioniere nel campo della musicologia iberica, oltreché uno dei primi creatori della moderna zarzuela.
Figlio di Indalecio Soriano Fuertes (1787-1851, insegnante, compositore di cappella, di musica sacra, di numerosi inni patriottici e pezzi per banda militare.
Mariano Soriano Fuertes iniziò la sua carriera come militare, ma ben presto si dedicò interamente alla musica.
Nel 1841 ha fondato, assieme a Joaquín Espín y Guillén, la prima rivista musicale in Spagna, denominata Iberia musical y literaria; lo stesso anno ha composto e pubblicato con successo una delle prime zarzuela moderne: Jeroma la castañera. Quasi contemporaneamente pubblicò altre due zarzuela: El ventorrillo de Alfarache e La feria de Santiponce.
Nel 1843 ha assunto l'incarico di insegnare al Conservatorio di Madrid ed ha pubblicato un libro didattico riguardante il solfeggio.
La sua carriera come insegnante è proseguita presso il Liceo Musicale di Cordova, quindi a Siviglia, dove ha ricoperto la carica di direttore del Teatro de San Fernando, e infine a Cadice, dove è stato direttore di due teatri e dove ha composto un'altra delle sue zarzuela più famose: El tio Caniyitas; quest'opera, che contiene elementi folkloristici andalusi, è stata rappresentata per la prima volta a Siviglia nel 1849.
Tra le sue attività si ricorda anche la direzione dell'orchestra dell'opera di Barcellona, del Gran Teatre del Liceuove, dove ha fondato la Gaceta musical barcelonesa. In quegli anni ha compiuto numerosi studi musicologici che hanno dato origine a diverse pubblicazioni pionieristiche, tra le quali segnaliamo la Historia de la música española desde la venida de los fenicios hasta el año de 1850 (Storia della musica spagnola dall'arrivo dei Fenici fino al 1850) (1855).
Gli ultimi anni della sua vita li ha trascorsi a Madrid, insegnando al Conservatorio e assumendo varie posizioni politiche.
Morì il 26 marzo 1880, quando era consigliere e vice sindaco del consiglio comunale di Madrid.

## Opere principali
- 1842 Jeroma la castañera, tonadilla (canzonetta del XVIII secolo) andalusa in un atto, libretto di Mariano Fernández;
- 1842 El ventorrillo de Alfarache, libretto di Francisco de P. Montemar;
- 1842 La feria de Santiponce, libretto di Francisco de P. Montemar;
- 1847 La venta del puerto, con la collaborazione di Cristóbal Oudrid;
- 1849 El tio Caniyitas o El mundo nuevo de Cádiz, opera comica spagnola in due atti, libretto di J. Sanz Pérez;